# Социалистическа имперска партия
Социалистическа имперска партия (на немски: Sozialistische Reichspartei Deutschlands) е неонацистка политическа партия в Западна Германия.

## История
Партията е основана на 2 октомври 1949 г. в Хамел от Ото Ернст Ремер, бивш генерал от Вермахта, който изиграва жизненоважна роля в разгромяването на превратаджиите от 20 юли 1944 г., Фриц Долс и Герхард Крюгер, бивш лидер на Германския студентски съюз. Социалистическата имперска партия се смята за легитимен наследник на нацистката партия, повечето партийни сътрудници са бивши членове на НСДАП. Създаването ѝ е подкрепено от бившия деец на Луфтвафе Ханс Улрих Рудел.

### Програма
Партията твърди, че канцлерът Конрад Аденауер е пионка на САЩ и че адмирал Карл Дьониц е последният легитимен президент на Германия, назначен от Адолф Хитлер. Тя отрича Холокоста, твърди, че Съединените щати поставят газови камери в концентрационния лагер Дахау след войната, и че филмите на концентрационните лагери са фалшифицирани. Изисква отново анексиране на бившите източни територии на Германия и „решение на еврейския въпрос“. Според Карл Дитрих Брахер „Пропагандата им се съсредоточава върху неясен народен социализъм“, в който старите националсоциалисти преоткриват добре облечените лозунги, а също така и национализма.
Според Мартин А. Лий, партията никога не критикува открито Съветския съюз, тъй като той я финансира, заради антиамерикански и просъветски възгледи. Комунистическата партия на Германия, от друга страна, не получава съветски средства, защото на нея се гледа като „неефективна“. Ремер казва, че ако СССР някога нахлуе в Германия, той ще „покаже на руснаците пътя към Рейн“, и че членовете на партията „ще се поставят като полицейски служители, показващи пътя на руснаците през Германия“.

### Избори
Долс е избран за заместник-председател на Бундестага на изборите през 1949 г. СИП печели 2 места в парламента, когато депутатът Фриц Рьослър (известен още като д-р Франц Рихтер) се присъединява към партията през 1950 г. През май 1951 г. партията печели 16 места в изборите за парламент на Долна Саксония (Landtag), получавайки 11,0% от гласовете.

### Членство
СИП има около 10 000 членове. Свързани асоциации са полувоенната организация „Райхсфрон“ и младежкото крило „Райхсюгенд“, които са забранени с решение на федералния министър на вътрешните работи на 4 май 1951 г. В същия ден е подадена молба до Федералния конституционен съд, за правното положение на СИП като противоконституционна и да бъде наложена забрана. На 23 октомври 1952 г. съдът, в съответствие с член 21, алинея 2 от Основния закон, обявява партията за противоконституционна и е ликвидирана, като се забранява още основаването на правоприемни организации, оттеглени са всичките ѝ мандати в Бундестага и Ландтага и е конфискувано имуществото на партията.